# Łowiczek
Łowiczek – wieś w Polsce położona w województwie kujawsko-pomorskim, w powiecie aleksandrowskim, w gminie Bądkowo.

## Podział administracyjny
W latach 1954–1971 wieś należała i była siedzibą władz gromady Łowiczek, po jej zniesieniu w gromadzie Bądkowo. W latach 1975−1998 miejscowość administracyjnie należała do województwa włocławskiego. Wieś sołecka – zobacz jednostki pomocnicze gminy Bądkowo w BIP.

## Demografia
Według Narodowego Spisu Powszechnego (III 2011 r.) liczył 211 mieszkańców. Jest szóstą co do wielkości miejscowością gminy Bądkowo.

## Historia
W wieku XIX Łowiczek, wieś i osada w gminie Bądkowo, parafii Łowiczek, w ówczesnym powiecie nieszawskim położona wśród lasów, na południe od jeziora Skępego. W 1827 r. było tu 31 domów i 165 mieszkańców. Kościół drewniany pw. św. Krzyża i św. Idziego zbudował w 1711 r. Krzysztof Słubicki, dziedzic wsi, konsekrował w 1757 r. sufragan włocławski biskup Franciszek Kanigowski. Parafia Łowiczek liczyła w roku 1885 940 dusz.
Charakterystyka dóbr Łowiczek
Dobra Łowiczek składały się z: 
- Folwarków: Łowiczek i Szwinki
- Wsi: Łowiczek, Szwinki, Kamieniec, Józefowo.
- Kolonii: Kańsko i Tomaszewo,

Rozległość dóbr ogółem wynosi mórg 2224 (około 1245,5 ha), stanowiły własność Achillesa Waśkiewicza: 

Folwark Łowiczek grunta orne i ogrody mórg 1062, łąk mórg 86, pastwisk mórg 368, lasu mórg 349, nieuż. i place mórg 45, razem mórg 1904, budynków murowanych 16, z drzewa 6, folwark Szwinki grunta or. i ogr. mórg 288, łąk mórg 16, past. mórg 4, nieuż. i place mórg 12, razem mórg 320, budynków murowanych. 7, z drzewa 5, wiatrak.
Wieś Łowiczek osad 77, z grunem mórg 194, wieś Szwinki al. Sinki osad 22, z gruntem mórg 323, wieś Kamieniec osad 20, z gruntem mórg 617, wieś Józefowo osad 31, z gruntem mórg 126, kol. Kańsko osad 7, z gruntem mórg 144, kolonia Tomaszewo osad 7, z gruntem mórg 112.

## Zabytki
Według rejestru zabytków NID na listę zabytków wpisane są:
- drewniany kościół parafialny pw. Świętego Krzyża z 1711, nr rej.: 305 z 18.04.1955
- drewniana dzwonnica z XIX w., nr rej.: j.w.
- cmentarz rzymskokatolicki parafialny z 1 poł. XIX w., nr rej.: 274/A z 9.08.1990.

Ponadto we wsi znajduje się dworek szlachecki (obecnie budynek Ochotniczej Straży Pożarnej).